# Dębina (Nowy Sącz)
Dębina – historyczna część miasta Nowy Sącz nad Kamienicą, położona w centrum miasta, w rejonie ulicy Browarnej.